# Bányarém
A bányarém – más néven bányaszellem, bányapásztor – az európai mondákban előforduló természetfölötti lény, aki a bányák mélyén él, illetve azokat őrzi. Sokféleképpen ábrázolják, leginkább törpéhez hasonlító mitológiai lény.
Élőhelye a bányák földalatti sziklaüregeiben van. A legtöbb törpéhez hasonlóan a bányarémek is családos életet élnek, s az erre vonatkozó mondák nagy része a törpékről általában szóló regékkel megegyeznek.

## Eredete
A bányarém alakja a rá vonatkozó összes hiedelemmel együtt legközelebbről Cseh- és Morvaországon keresztül egyenesen Németország bányaművelő területéről érkezett Magyarországra. Csak ott honosodott meg jobban, ahol a hagyományban való fennmaradását az ennek alapjául szolgáló életkörülmények – bányászat – lehetővé tették.

## Változatai
- A magyar mondákban a bányarém általában vörös nadrágot, kabátot és fején kis vörös sipkát viselő törpe emberke (Körmöcbánya), vagy vörös nadrágot, esetleg fehér kabátot és zöld bányászsipkát visel (Gölnicbánya).
- A máramarosi bányarém hosszú bajuszú kis ember, bő gatyában, fején bányászsipkával.
- Rézbányán öreg törpe, földig érő szakállal.
- Majláthnál a rónaszéki bányarém fején sókoronával, kezében sópálcával jelenik meg, ruhája kristályoktól ragyog és sópalotában lakik.
- A bucsumi bányarém nem mindig a maga alakjában, hanem néha magas asszony, ősz ember, bagoly, ló, denevér, kutya képében mutatkozik meg.

## Kapcsolata az emberekkel
Az emberek iránt általában jóindulatú, de nem szereti, ha a bányákban káromkodnak vagy fütyülnek. Amíg nem bosszantják, szívesen segít a bányamunkásoknak, figyelmezteti őket a bekövetkező veszélyekre, a jókat jutalmazza, a gonoszokat bünteti, nógatja a bányában magáról megfeledkezőt és felébreszti az elalvót. Szereti az igazságos és méltányos embert; pártfogoltjait vagy azokat, akik valamely szívességet tettek neki, gazdag érclelőhelyekhez vezeti, kincsekkel ajándékozza meg. Bosszút áll az őt ingerelőkön, még inkább a kapzsi, gonosz és elbizakodott embereken. Akkor is megharagszik, ha jótéteményeit kifecsegik. Egyes népmondák szerint, ha a hajnal első sugara a földön éri a bányarémet, akkor minden hatalmát elveszti, ami szintén a törpék elterjedt közös vonásainak egyik legjellemzőbbike.